# VCD 10
Le VCD 10 est un fusil de précision semi-automatique basé sur l’AR-10, développé et conçu par Verney-Carron.

## Historique
Le VCD 10 a été  développé et conçu par l'armurier stéphanois Verney-Carron dans le but de remplacer le fusil FR-F2 mais n'a pas été retenu par l'armée française. 
Il s'agit d'un fusil semi-automatique de précision de moyenne distance, c'est-à-dire distance de moins de 1 000 mètres.

## Utilisateurs
- Ukraine : annonce le 6 novembre 2023 d'un contrat pour 10 000 fusils d'assaut VCD 15, 2 000 fusils de précision VCD 10 et 400 lance-grenades LP 40. Le contrat n'est finalement pas réalisé[3],[4].